# Josep Maria Jové i Lladó
Josep Maria Jové i Lladó (Barcelona, 1975) és un polític i professor universitari català. Va ser el secretari general de la Vicepresidència i d'Economia i Hisenda del govern de Carles Puigdemont entre 2016 i 2017. També és el president del consell nacional d'Esquerra Republicana de Catalunya.
És llicenciat en ciències econòmiques i empresarials per la UPF i diplomat en ciències polítiques per la UB d'on té estudis avançats en administració pública i política pública. Ha estat assessor polític i econòmic en diverses empreses de gestoria pública i privada. Va ser el director de Polítiques Sectorials al Departament de Presidència i Vicepresidència de la Generalitat de Catalunya entre 2005 i 2010. Ha compaginat la seva activitat política amb la docència universitària com a professor a l'Escola Universitària d'Estudis Empresarials de la UB.
És president de la Junta de Govern de l'Institut Català de Finances (ICF). Des del 2011 és el president del Consell Nacional d'ERC. El 20 de setembre de 2017 fou detingut per la Guàrdia Civil en el marc de l'Operació Anubis contra el referèndum d'autodeterminació de Catalunya. La seva detenció es va produir enmig de la Ronda del Litoral, mentre s'adreçava a la feina. Els guàrdies civils van aturar el cotxe oficial i van obligar a sortir-ne el seu xofer, mentre els agents s'enduien el cotxe a la comandància. Va ser posat en llibertat amb càrrecs el dia 22 a la Ciutat de la Justícia.
A les eleccions al Parlament de Catalunya de 2017 fou escollit com a diputat amb la llista d'Esquerra Republicana de Catalunya-Catalunya Sí.
El 2024 es presenta a les eleccions al Parlament de Catalunya en 3a posició a la llista per Barcelona d'Esquerra.